# Kader-Schleuse
Kader-Schleuse ist ein Ortsteil der Einheitsgemeinde Stadt Jerichow im Landkreis Jerichower Land in Sachsen-Anhalt. Er erhielt seinen Namen von der ehemaligen Schleuse Kade.

## Geografie
Der Ort liegt 2 Kilometer nordnordöstlich von Kade, 8 Kilometer östlich von Genthin und 21 Kilometer südöstlich von Jerichow zwischen dem Elbe-Havel-Kanal im Norden und der Bahnstrecke Berlin–Magdeburg im Süden. Die Nachbarorte sind Bensdorf und Herrenhölzer im Nordosten, Gollwitz im Südosten, Kade im Südosten, Neubuchholz im Westen sowie Großdemsin im Nordwesten.